# Unknown legend
Unknown legend is een lied van Neil Young. Hij bracht het in 1993 uit op een cd-single en een jaar eerder op zijn album Harvest moon. De achtergrondharmonie is van de zangeres Linda Ronstadt.
Als openingslied van Harvest moon (1992) zette Young met dit nummer de toon voor zijn album waarop hij muziek uitbracht in de stemming en het gevoel van zijn succesvolle album Harvest (1972). Het begint met een eenvoudige folktokkel, waarna hij de melodie gedurende het hele lied vasthoudt. Het Amerikaanse platteland dat hij beschrijft is daarbij passend bij de sfeer van het lied. De unknown legend die hij bezingt is een langharige blondine op een Harley-Davidson.
De single bereikte nummer 38 van de genrelijst voor rockmuziek van Billboard. Het nummer werd enkele malen gecoverd door andere artiesten, waaronder op de B-kant van de single Great dreams of heaven (1993) van de Britse zanger Ian McNabb en op enkele muziekalbums van anderen.